# Oumar N’Diaye (Fußballspieler, 1988)
Oumar Ibrahima N’Diaye (* 9. Dezember 1988 in Nouakchott) ist ein mauretanischer Fußballspieler, der auch in der Nationalmannschaft eingesetzt wurde.

## Karriere

### Verein
N’Diaye begann seine Karriere beim FC Toulouse, kam dort in der ersten Mannschaft nie zum Einsatz und wechselte 2010 zu TF Croix-Daurade, 2011 wechselte er erneut, diesmal zum FC Metz. Nach drei Einsätzen kehrte er zurück zu TF Croix-Daurade. 2013 spielte er für den Luzenac AP, seit 2014 spielt er für den FC Limoges.

### Nationalmannschaft
N’Diaye spielte 2013 und im Folgejahr für Mauretanien. Sein Debüt gab er am 10. September 2013 bei einem Freundschaftsspiel gegen Kanada, das Spiel gewann Mauretanien mit 1:0.